# Der alte Mann und das Meer (1999)
Der alte Mann und das Meer (Originaltitel The Old Man and the Sea) ist ein Öl-auf-Glas-Animations-Kurzfilm von Alexander Petrow aus dem Jahr 1999. Die japanisch-kanadisch-russische Co-Produktion beruht auf der gleichnamigen Novelle von Ernest Hemingway.

## Handlung
Der alte Fischer Santiago hat seit 84 Tagen keinen Fisch mehr gefangen. Sein junger Gehilfe Manolin, der ihm früh den Tisch deckt, muss auf Anweisung seiner Eltern nun mit anderen, erfolgreicheren Fischern zusammenarbeiten. Der alte Mann geht trotz aller Rückschläge am nächsten Tag allein in sein Boot zum Angeln.
Er fängt zunächst einen kleineren Fisch, der ein gutes Mahl abgeben wird. Dieser Fang ist jedoch vergessen, als Santiago plötzlich einen riesigen Marlin am Boot sieht. Er zieht die Angelschnur nach einigem Warten und Locken an und kann den Fisch erfolgreich haken. Die Kraft des Marlins zieht Santiagos Boot weit in das Meer hinaus. Santiago ruft sich einen Armdrückwettbewerb ins Gedächtnis, den er nach zahlreichen Stunden des Kampfes für sich entscheiden konnte. Er will den Fisch ebenso besiegen und tatsächlich gelingt es ihm am nächsten Tag, den erschöpften Fisch zu harpunieren und an sein Boot anzubinden. In der nächsten Nacht jedoch erscheint ein Hai und reißt ein Stück des Fisches ab. Durch das Blut des Marlins angelockt erscheinen immer mehr Haie, die Santiago zunächst bekämpft. Er verliert seine Harpune und sein Messer, das er an ein Ruderende anbindet, wird genauso wie das Ruder und eine schwere Metallkette zerstört.
Am nächsten Tag liegt das Boot Santiagos am heimischen Strand. An der Seite festgebunden ist das Skelett des Marlin. Santiago schläft erschöpft in seiner Hütte, als Manolin bei ihm erscheint, um ihm Essen zu machen. Obwohl sich Santiago als Verlierer fühlt, ist er in der Achtung der Fischer gestiegen. Auch Manolin darf wieder mit ihm Fischen gehen.

## Produktion
The Old Man and the Sea beruht auf der gleichnamigen Novelle von Ernest Hemingway. Regisseur Petrow hoffte, über die Bilder seines Films seine Eindrücke der Novelle transportieren zu können.
Petrow animierte den Film, indem er die einzelnen Szenen in Öl auf Glas zeichnete und für jeden Frame die Ölzeichnung per Hand veränderte. Jede Änderung wurde fotografiert. Insgesamt besteht der Film aus rund 29.000 Frames. Die Arbeitszeit am Film dauerte mehr als zwei Jahre. Die Vorlagen besaßen dabei die Größe A2. The Old Man and the Sea war der erste Animationsfilm, der im IMAX-Format gedreht wurde.
The Old Man and the Sea lief am 3. Juli 1999 in Japan an und wurde in der Folge in ausgewählten IMAX-Kinos gezeigt.

## Synchronisation
| Rolle    | Originalsprecher |
| -------- | ---------------- |
| Santiago | Gordon Pinsent   |
| Manolin  | Kevin Duhaney    |

## Auszeichnungen
The Old Man and the Sea erhielt zahlreiche internationale Preise, darunter 2000 den Oscar in der Kategorie „Bester animierter Kurzfilm“. Auf dem Festival d’Animation Annecy wurde Alexander Petrow für den besten animierten Kurzfilm mit dem Grand Prix ausgezeichnet und erhielt zudem den Zuschauerpreis. Der Film war 2000 für einen British Academy Film Award in der Kategorie Bester animierter Kurzfilm nominiert.